# Skibniew-Podawce
Skibniew-Podawce [ˈskibɲɛf pɔˈdaft͡sɛ] est un village polonais de la gmina de Sokołów Podlaski dans le powiat de Sokołów et dans la voïvodie de Mazovie, au centre-est de la Pologne.
Il est situé à environ 11 kilomètres au nord de Sokołów Podlaski et à 87 kilomètres à l'est de Varsovie.